# لیبی باستان

نقشه جهان و محل لیبیا بر اساس گزارش‌های هرودت

لیبی باستان (انگلیسی: Ancient Libya) لفظ Libya (به یونانی Λιβύη) در زبان لاتین، به منطقه میان غرب رود نیل تا کوه‌های اطلس گفته می‌شد. مردمان این سرزمین اجداد ساکنان کنونی لیبی هستند. آن‌ها چندین هزار سال پیش از آغاز فعالیت‌های انسانی در مصر باستان، این زمین‌ها را تصرف کردند.
در عصر هلنیستی، بربرها به نام "لیبیایی‌ها" شناخته می‌شدند؛ لفظی که به ساکنان جهان بربر دلالت داشت. سرزمین آنان لیبی نام داشت و از مراکش امروزی در غرب تا مرزهای غربی مصر باستان امتداد داشت.